# Httpd.conf
httpd.conf es un fichero de configuración del servidor web Apache. Almacena información acerca de diversas funciones del servidor, que pueden añadirse o eliminarse agregando un "#" a comienzo de línea, las cuales determinan los valores para cada directiva con el fin de configurar Apache de acuerdo a nuestras necesidades.
En sistemas tipo Unix el fichero está localizado en /etc/httpd/httpd.conf